# Stadion Miejski w Chełmie
Stadion Miejski w Chełmie – stadion wielofunkcyjny położony przy ul. 1 Pułku Szwoleżerów 15a w Chełmie. Zbudowany na XV-lecie PRL w 1959 roku. Nieckę stadionu zbudowano w ten sposób, że wybrano ze zbocza góry kredowej kredę z której uformowano trybuny boczne i wał ziemny od strony ul. Jedność. W ten sposób boisko znajduje się kilka metrów poniżej poziomu ulicy.
Do 1990 stadion nosił imię Polskiego Komitetu Wyzwolenia Narodowego.
Obecnie na obiekcie znajduje się pełnowymiarowe boisko piłkarskie o wymiarach 100 m x 68 m. Odbywają się na nim głównie mecze chełmskiej drużyny piłkarskiej ChKS „Chełmianka” (III liga), a także młodzieżowe turnieje piłkarskie, zarówno regionalne, jak i międzynarodowe. Trybuny stadionu mają pojemność 3325 miejsc siedzących. Wokół boiska piłkarskiego znajduje się bieżnia lekkoatletyczna o długości 400 m. Na terenie stadionu mieści się również pawilon sportowy oddany do użytku w lipcu 2017 roku. Pawilon jest podzielony na dwie części. W pierwszej znajdują się cztery szatnie z pełnym zapleczem sanitarnym dla sportowców oraz jedno pomieszczenie dla trenerów lub sędziów zawodów. Powierzchnia dwóch szatni, po 44 m kw., jest zgodna z wymaganiami licencyjnymi, jakie muszą spełnić kluby I i II ligi piłki nożnej. Jest też klimatyzowana, wyposażona w projektor, sala konferencyjna na około 30 osób. W drugiej części natomiast znajdują się pomieszczenia trzech klubów: Agrosu Chełm, UKS Niedźwiadek i ChKS Chełmianka. Przed budynkiem znajduje się parking.